# Denel AH-2 Rooivalk
Der Denel AH-2 Rooivalk (afrikaans für Roter Falke, früher: Atlas CSH-2) ist ein südafrikanischer Kampfhubschrauber mit großer Reichweite.

## Geschichte

### Entwicklung
Die konstruktive Auslegung des Rooivalk ähnelt mit seiner klassischen Kampfhubschrauberrumpfgestaltung der des europäischen Eurocopter-Tiger-Kampfhubschraubers. Wie dieser verfügt er über einen vierblättrigen Hauptrotor, einen Heckrotor zum Drehmomentausgleich und die beiden Besatzungsmitglieder sitzen in einem in der Höhe gestaffeltem Tandemcockpit. In einem Kinnturm am Bug befindet sich eine Maschinenkanone, ähnlich wie beim amerikanischen Boeing AH-64 Apache. Raketen befinden sich unter den seitlichen Stummelflügeln. Die beiden Triebwerke befinden sich hinter dem oberen Cockpit und der Hubschrauber verfügt über ein festes Drei-Punkt-Fahrwerk.
Armscor und Denel Ltd. entwickelten den Rooivalk für die südafrikanischen Streitkräfte. Neben Anleihen beim AH-64 Apache flossen die besonderen Anforderungen für den Einsatz von Maschinen auf dem afrikanischen Kontinent und die Erfahrungen aus dem Bürgerkrieg in Angola in die Entwicklung ein.
Basisanforderungen an den Rooivalk waren unter anderem:
- Konstruktion nach MIL-Standards
- Kompatibilität mit Standardwaffen der NATO
- Hauptrolle als Panzerabwehrhubschrauber
- Eignung gegen Land-, See- und Luftziele
- Luftverlastung mit Lockheed C-130-Transportern
- Bis zu 72 Stunden ohne Wartung kampffähig
- Wartung im Feld durch vier Personen, Ausrüstung kann in einen mittleren Transporthubschrauber verladen werden
- Fähigkeit, weit in den gegnerischen Luftraum einzudringen

Der erste Prototyp des damals noch Atlas XH-1 Alpha genannten Programms wurde bereits im Jahr 1982 fertiggestellt. Nach einem weiteren Zwischenschritt über den Experimentaltyp XTP-2 Beta konnte schließlich der Prototyp der CSH-2 am 11. Februar 1990 zu seinem Erstflug starten und anschließend in Produktion gehen. Aufgrund seines modularen Aufbaus und der verschiedenen Möglichkeiten der Bewaffnung soll der Rooivalk mindestens 30 Jahre lang upgrade-fähig sein.
Erste Tests bei der 16. Squadron der südafrikanischen Luftstreitkräfte (SAAF) wurden im Jahr 2005 erfolgreich absolviert. Ende 2005 stürzte ein Rooivalk auf Grund eines technischen Defekts ab; es wurde jedoch niemand verletzt. In der Folge verzögerte sich die Einsatzfähigkeit um mehrere Jahre, da eine Reihe von Systemen und Ausrüstungen umkonstruiert werden musste. Hierzu zählten das optische Erkennungssystem, Teile des Getriebes und die Bordkanone. Erst im Frühjahr 2011 übergab der Hersteller die ersten fünf Exemplare an die SAAF, dieser Konfigurations-Standard wird seither als Mk 1 (Mark 1) bezeichnet. Einige Beurteilungsversuche standen zur Zeit der Übergabe jedoch noch aus.
Malaysia plant den Kauf einiger Helikopter dieses Typs. Bislang schlugen die Exportversuche von Denel fehl, da die Maschine mit einem Stückpreis von etwa 40 Mio. Dollar (Stand 2007) in etwa so teuer wie der amerikanische Apache oder der europäische Tiger ist, im Gegensatz zu diesen jedoch die Avionik infolge der langen Entwicklungszeit veraltet ist.

### Teilnahme an türkischer Ausschreibung
Für einige Zeit befand sich der Hubschrauber in einer türkischen Ausschreibung mit der italienischen Agusta A129 Mangusta in der Endauswahl. Er konnte sich unter anderem gegen den amerikanischen AH-64 und den europäischen Tiger durchsetzen. Die Bedingungen waren allerdings überdurchschnittlich hoch, da die Türkei von Denel einen vollständigen Technologietransfer erwartete. Des Weiteren sollte die Türkei das Recht besitzen, alle notwendigen Modifikationen am Hubschrauber selbst durchzuführen. Die Endmontage der Maschinen sollte, nach Plänen von Denel und der türkischen Armee, in der Türkei bei TAI erfolgen. Im Falle eines positiven Ausgangs der Ausschreibung hatte das südafrikanische Unternehmen weitreichende selbstständige Vermarktungsrechte für die Türkei eingeräumt.
Die als ATAK II bezeichnete Ausschreibung hatte nach türkischen Angaben ein Volumen von 2,7 Mrd. US-Dollar und umfasste 51 Maschinen inkl. Ausrüstung. Der Rooivalk galt in dieser Ausschreibung eigentlich als Favorit und hätte als Sieger hervorgehen können, da die Mangusta einige Anforderungen der türkischen Armee nicht erfüllen konnte. Dazu gehörten Dienstgipfelhöhe und Einsatztemperaturen über 30 °C, die dem Rooivalk keine Probleme bereitete. Die im März 2007 beendete Ausschreibung ging jedoch zugunsten der Mangusta aus, da sie die kostengünstigere Alternative war.

## Einsatz
Neben der Bekämpfung von Panzern nennt der Hersteller als Einsatzvarianten für den Rooivalk auch die Bekämpfung von Infanterie, die Luftnahunterstützung (close air support) eigener Einheiten, den Seekrieg und Aufklärung. Dabei kommt dem Rooivalk seine große Eindringtiefe zugute.
Ist das Einsatzgebiet weiter entfernt, kann der Rooivalk dieses unter Zuhilfenahme von Außentanks erreichen oder mit Transportflugzeugen verlegt werden. Der Rooivalk ist für den Einsatz von vorgeschobenen Basen ausgelegt.
Im Einsatzgebiet kann er einzeln oder im Verbund mit anderen Rooivalks oder anderen Waffensystemen in feindlichen Luftraum eindringen und aufklären oder kämpfen. Die Missionsplanung ist dabei bereits vor dem Einsatz am Computer möglich, aber auch während des Einsatzes können (Ziel-)Daten aktualisiert und mit anderen Rooivalks ausgetauscht werden.
Der Rooivalk soll möglichst ungesehen in das Zielgebiet vordringen. Dazu wird er in der Regel in Baumwipfelhöhe geflogen, wobei natürliche Gegebenheiten zum Sichtschutz genutzt werden. Anschließend wird das Zielgebiet mit der Kamera oder dem Forward-Looking-Infrared-System (FLIR) beobachtet. Die Ziele werden festgelegt und ihnen Waffen zugewiesen. Gleichzeitig werden die Zieldaten so abgespeichert, dass sie auch nach Bewegungen des Rooivalk noch nutzbar sind. Anschließend begibt sich der Hubschrauber in Schussposition, markiert die Ziele und feuert. Anschließend zieht sich der Hubschrauber wieder zurück.
Für die ersten 72 Stunden eines bewaffneten Konflikts kommt der Rooivalk ohne Wartung aus. Das Tanken und Bewaffnen kann in 15 Minuten erfolgen. In der anschließenden Phase benötigt der Rooivalk ein Team von vier Mechanikern. Für den Transport dieses Teams, des notwendigen Werkzeugs und der Ersatzteile genügt ein mittlerer Transporthubschrauber.

## Konstruktion

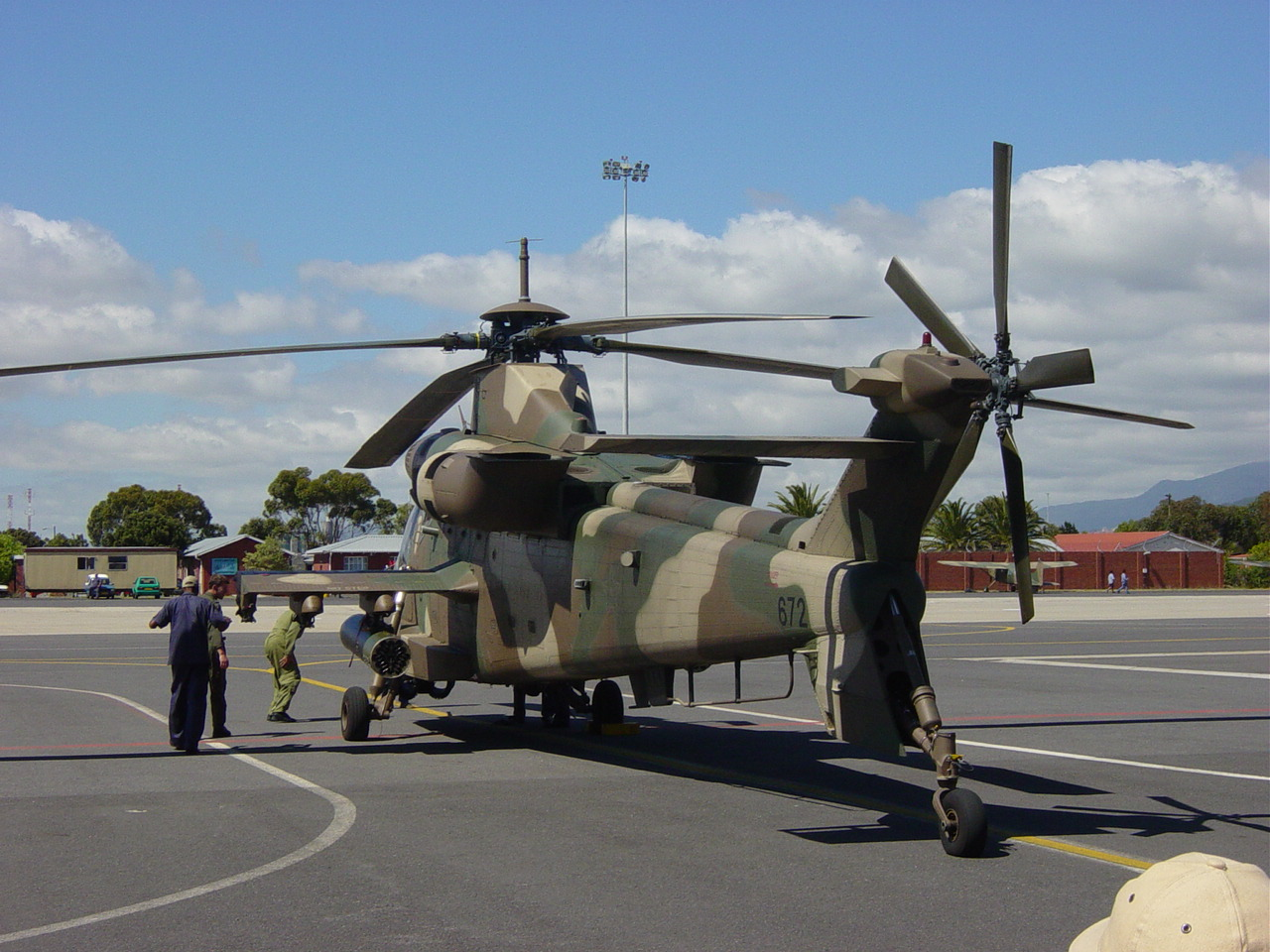
Heckansicht

Im verglasten Cockpit befinden sich die Sitze für Pilot und Waffensystemoffizier hintereinander. Die Besatzung sitzt auf für Abstürze optimierten Sitzen. Auf Wunsch kann ein Notausstiegssystem geordert werden. Beide Plätze können für alle anfallenden Aufgaben benutzt werden.
Alle Systeme verwenden Digitaltechnik und sollen die Besatzung entlasten. Missionen können am Computer vorbereitet und anschließend in den Computer des Hubschraubers geladen werden. Ebenso können von dort Daten für das De-Briefing und die Wartung abgerufen werden. Dafür verfügt der Rooivalk über umfangreiche eingebaute Testsysteme (BITE = built in test equipment) und Fehler/Statusanzeigen (HUMS). Zur Datendarstellung verfügt jeder Arbeitsplatz über drei Multifunktionsbildschirme. Die Helme sind darüber hinaus mit einem Head-Up-Display ausgestattet, ebenso ist ein Nachtsichtsystem vorhanden. Für eine gute Sicht können die Cockpitscheiben beheizt werden.
Für die Trefferauswertung verfügt der Hubschrauber über einen mit der Fernsehkamera gekoppelten Videorekorder. Der Rooivalk verfügt darüber hinaus über ein FLIR sowie einen kombinierten Laser-Zielbeleuchter/Entfernungsmesser. Auf Wunsch liefert der Hersteller auch ein Puls-Doppler-Radar.
Zum Selbstschutz steht ein als Helicopter Electronic Warfare Self-Protection System (HEWSPS) bezeichnetes System zur Verfügung. Dieses ist mit dem Counter Measures Dispensing System (CMDS) gekoppelt, das Täuschkörper ausstößt.
Die Triebwerks- und Rotoranlage wurde ursprünglich vollständig vom Aérospatiale SA 330 übernommen. Es sind jetzt jedoch zwei verschiedene Varianten, Makila 1A1 und Makila 1K2, verfügbar, wobei letztere mit einer digitalen Motorsteuerung ausgerüstet ist.
Der Rooivalk ist vollständig auf Operationen von vorgeschobenen Basen ausgelegt. Die meisten Systeme sind modular ausgelegt. Bauteile der Außenhülle können zum Teil als Arbeitsplattform benutzt werden, weitere Arbeitsplattformen sind nicht notwendig. Ein transportabler Kran kann am Helikopter befestigt werden, um einzelne schwere Bauteile zu entfernen. Der Rooivalk besitzt außerdem eine eigene Pumpe, um aus Fässern betankt zu werden und kommt ohne externe Generatoranlagen aus. Für den Einsatz in Wüstenregionen ist der Hubschrauber mit Sandfiltern ausgestattet.

## Bewaffnung
Im weiteren Text wird die Standardbewaffnung des Rooivalk dargestellt. Sie lässt sich aber auch gegen viele bei der NATO eingeführte andere Waffensysteme austauschen.

### Fix montierte Rohrwaffe

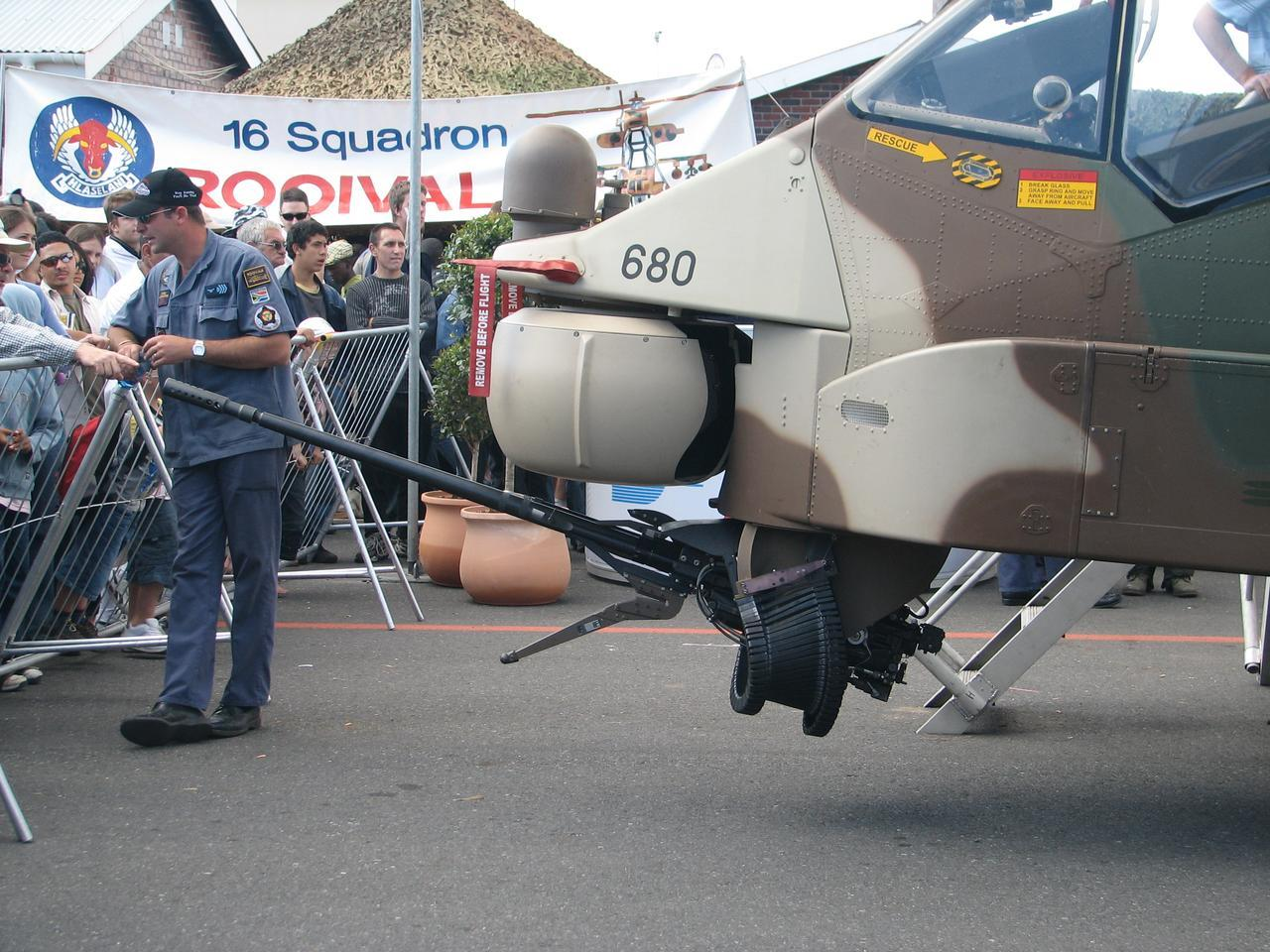
Bugwaffe des AH-2

Im Bug befindet sich in einem Kinnturm eine Ratler-Maschinenkanone im Kaliber 20 × 139 mm. Bis zu 700 Patronen werden auf zwei verschiedenen Wegen zugeführt. Bei einer Maximalreichweite von 4000 m beträgt die effektive Kampfentfernung 2000 m. Die Waffe kann über ein im Pilotenhelm integriertes Visier auf das Ziel gerichtet werden. Für gezieltes Feuer gibt es einen Präzisionsmodus.
- 1 × 20-mm-Maschinenkanone Giat Industries M693 (F2) mit 700 Schuss Munition[2]

### Waffen an Stummelflügeln
Es kann eine Waffenzuladung bis zu 2032 kg an vier Außenlaststationen unter den Stummelflügeln mitgeführt werden. Aus Kostengründen hat die SAAF ihre Rooivalk jedoch lediglich mit ungelenkten Raketen ausgerüstet. Die möglichen Luft-Luft-Lenkwaffen sind bereits mit der Cheetah ausgemustert worden. Es können anstatt der Panzerabwehrraketen auch bis zu vier Startbehälter für ungelenkte Raketen montiert werden. Jeder Behälter enthält 19 Raketen im Kaliber 70 mm mit ausklappbaren Stabilisatorflügeln (FFAR) der Firma Forges de Zeebrugge (Belgien). Die Reichweite liegt bei über 4000 m.
Ungelenkte Luft-Boden-Raketen
- 4 × FZ225/FZ207-Raketen-Rohrstartbehälter für je 19 × ungelenkte Luft-Boden-Raketen FZ70; Kaliber 70 mm[4]
- 4 × TBA 68-18M-Raketen-Rohrstartbehälter für je 18 × ungelenkte Luft-Boden-Raketen SNEB; Kaliber 68 mm

Optionale Waffen
Diese umfassen die Mokopa-ZT-6-Panzerabwehrlenkwaffe, deren Reichweite rund 10 km beträgt. Sie soll mit ihrem Tandem-Sprengkopf bis zu 1350 mm starke Panzerungen durchschlagen können. In Verbindung mit den Zielsystemen des Helikopters kann ein Ziel entweder erst aufgeschaltet und dann beschossen oder nach dem Abfeuern der Raketen zugewiesen werden. Alternativ können die Mokopa-Raketen mit einem Sprengkopf zur Schiffsbekämpfung ausgestattet werden. Standardmäßig ist der Rooivalk an zwei Flügelstationen mit je zwei Mistral-2-Luft-Luft-Raketen bewaffnet. Die Waffen verfügen über Infrarot-Zielsuchköpfe und erreichen eine Höchstgeschwindigkeit von Mach 2,6 sowie eine Maximalreichweite von 6000 m. Ebenso wird auch die Bewaffnung mit Denel/Kentron V3C Darter von Denel Aerospace Systems angeboten, die ebenfalls mit Infrarot-Zielsuchköpfen ausgerüstet sind.
Luft-Luft-Lenkflugkörper
- 2 × Startschienen für je 1 × Kentron V3C „Darter“ (infrarotgesteuerter Kurzstrecken-Luft-Luft-Lenkflugkörper)
- 2 × Startschienen für je 1 × Matra R.550 „Magic 2“ (infrarotgesteuerter Kurzstrecken-Luft-Luft-Lenkflugkörper)
- 2 × Doppel-Lenkwaffenwerfer Mistral für je 2 × MBDA Mistral (AATCP) (infrarotgesteuerte Kurzstrecken-Luft-Luft-Lenkflugkörper)

Luft-Boden-Lenkflugkörper
- 4 × Lenkwaffen-Starterbox für je 4 × Denel Dynamics ZT 6 „Mokopa“ (lasergesteuerter Panzerabwehrlenkflugkörper)
- 4 × Lenkwaffen-Starterbox für je 4 × Denel Dynamics ZT 6 „Mokopa“ (infrarotgesteuerte Panzerabwehr-Lenkflugkörper)
- 4 × Lenkwaffen-Starterbox für je 4 × EADS HOT 3 (drahtgesteuerter Panzerabwehr-Lenkflugkörper)
- 4 × M299-Lenkwaffen-Aufhängungen für je 4 × Boeing Corp/Martin Marietta AGM-114F/N „Hellfire“ (lasergesteuerte Panzerabwehr-Lenkflugkörper)

## Technische Daten
| Kenngröße                 | Daten                                                   |
| ------------------------- | ------------------------------------------------------- |
| Gesamtlänge               | 18.731 mm                                               |
| Gesamthöhe                | 5.187 mm                                                |
| Gesamtbreite              | 6.355 mm (Abstand zwischen den Außenstationen)          |
| Rotordurchmesser          | 15.580 mm                                               |
| Heckrotordurchmesser      | 3.061 mm                                                |
| Rumpflänge                | 16.389 mm (inkl. Heckrotor)                             |
| Achsabstand               | 11.772 mm                                               |
| Spurbreite                | 3.005 mm (nur Vorderräder)                              |
| Triebwerke                | 2 × Atlas Turbomeca Turbo IV Topaz bzw. Versionen davon |
| Dauerleistung             | 1.492 kW                                                |
| Maximalleistung           | 1.716 kW                                                |
| Leermasse                 | 5.910 kg                                                |
| max. Startmasse           | 8.750 kg                                                |
| Höchstgeschwindigkeit     | 315 km/h                                                |
| Marschgeschwindigkeit     | 269 km/h                                                |
| Seitwärtsbewegung         | 90 km/h                                                 |
| Steigrate                 | 670 m/min (2.200 ft/min)                                |
| Innentankvolumen          | 1.469 kg                                                |
| Reichweite                | 700 km                                                  |
| Reichweite mit Außentanks | 1.130 km + 45 min Reserveflugzeit                       |